# 垂花棘豆
垂花棘豆（学名：Oxytropis nutans）为豆科棘豆属下的一个种。